# Коронационная медаль Эдуарда VII для полиции
 Коронационная медаль Эдуарда VII для полиции — памятная медаль Великобритании, выпущенная в ознаменование коронации короля Великобритании Эдуарда VII и его супруги, королевы Александры, специально для служащих полиции, дежурившим во время официальных коронационных мероприятий.

## История
Коронация Эдуарда VII была назначена на 26 июня 1902 года, однако за несколько дней до этой даты у короля случился аппендицит, потребовавший немедленной операции, поэтому единственный раз за всю историю Великобритании коронацию перенесли, и она состоялась 9 августа того же года в Вестминстерском аббатстве Лондона. В честь данного события были учреждены специальные памятные медали:
- Обычная – для вручения членам королевской семьи, сановниками, старшим правительственным чиновникам и военным офицерам, присутствовавшим на церемонии коронации;
- Гражданская – для вручения мэрам городов и прево;
- Полицейская – для вручения служащим полиции, дежурившим во время официальных коронационных мероприятий.

Медаль для полиции продолжила практику вручения специальных медалей служащим полиции, дежурившим во время крупных официальных королевских торжеств, таких как полицейские медали золотого и бриллиантового юбилеев королевы Виктории.
Медаль изготавливалась из серебра и бронзы. Серебряные вручались согласно рангам от суперинтенданта и выше в полиции и пожарных бригадах.
Более того, на реверсе медали чеканилось конкретное наименование полицейской организации, к которой имел отношение награждаемый служащий. Всего было вручено 67 серебряных медалей и 19 855 бронзовых, в том числе:
- Полиция метрополии – 51 серебряная и 16 709 бронзовых медалей;
- Лондонская городская полиция – 5 серебряных и 1 060 бронзовых медалей;
- Бригада скорой помощи св. Иоанна – 912 бронзовых медалей;
- Служба скорой помощи полиции – 1 серебряная и 204 бронзовых медалей.
- Городская и окружная полиция и Бригада лондонской пожарной команды – 10 серебряных и 1 000 бронзовых медалей.

Награждённый мог получить только одну из медалей, либо специальную полицейскую, либо общую.

## Описание

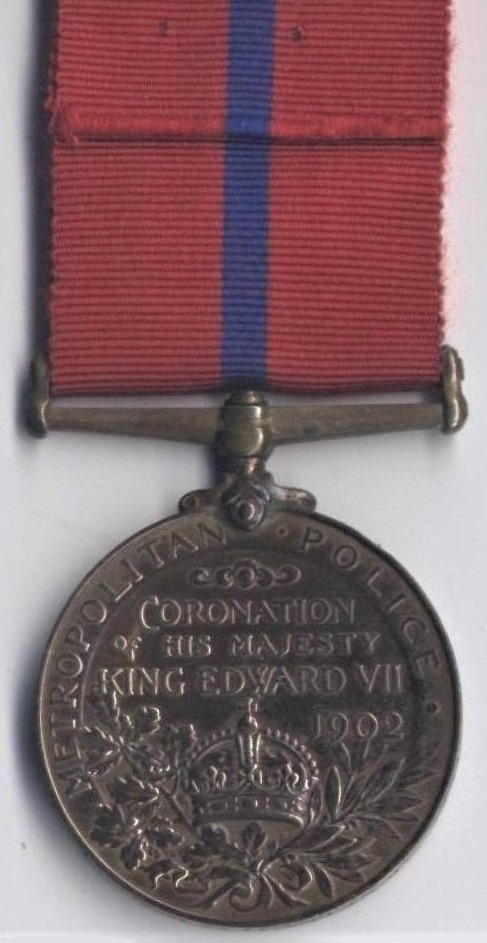
Реверс медали, вручаемой служащим полицейским метрополии

Серебряная или бронзовая медаль круглой формы 1,4 дюйма (36 мм.) в диаметре с бортиком.
На аверсе погрудный профильный портрет короля Эдуарда VII, в короне, королевской мантии и частично-видимой цепи ордена Подвязки. Вокруг портрета легенда: «EDWARDVS VII REX IMPERATOR»
Реверс — чуть ниже центра королевская корона над перевитыми лентой двумя ветвями: дубовой и лавровой. Над короной надпись в четыре строки: «CORONATION / OF HIS MAJESTY / KING EDWARD VII / 1902». Выше по краю наименование полицейского органа.
 Медаль при помощи кольца крепится к шёлковой муаровой ленте красного цвета с узкой полоской синего цвета по центру.

## Коронационная медаль короля Эдуарда VII для шотландской полиции
В мае 1903 года прошли коронационные мероприятия в Эдинбурге. Для служащих шотландской полиции и вспомогательных служб, дежурившим во время проведения мероприятий была учреждена медаль. Аверс схож с учрежденной ранее медалью. Реверс содержал надписи: «FROM HIS MAJESTY KING EDWARD VII 1903» и «SCOTTISH POLICE». 
 Лента медали красного цвета с прикреплённой планкой, украшенной цветком чертополоха.
Всего было вручено 2 597 бронзовых медалей.